# Pallavolo ai XVIII Giochi dei piccoli stati d'Europa - Torneo femminile
Il torneo femminile di pallavolo ai XVIII Giochi dei piccoli stati d'Europa si è svolta dal 28 maggio al 1º giugno 2019 a Budua, in Montenegro, durante i XVIII Giochi dei piccoli stati d'Europa: al torneo hanno partecipato sei squadre nazionali europee di stati con meno di un milione di abitanti e la vittoria finale è andata per la seconda volta al Montenegro.

## Impianti
|                                                                          |  |  |
|                                                                          |  |  |
| Mediteranski sportski centar Città: Budua Capienza: - Anno d'apertura: - |  |  |

## Regolamento

### Formula
Le squadre hanno disputato un'unica fase con formula del girone all'italiana.

### Criteri di classifica
Se il risultato finale è stato di 3-0 o 3-1 sono stati assegnati 3 punti alla squadra vincente e 0 a quella sconfitta, se il risultato finale è stato di 3-2 sono stati assegnati 2 punti alla squadra vincente e 1 a quella sconfitta.
L'ordine del posizionamento in classifica è stato definito in base a:
- Numero di partite vinte;
- Punti;
- Ratio dei set vinti/persi;
- Ratio dei punti realizzati/subiti;
- Risultati degli scontri diretti.

## Squadre partecipanti
| Squadra       | Qualificazione      | Ultima partecipazione |
| ------------- | ------------------- | --------------------- |
| Cipro         | -                   | San Marino 2017       |
| Islanda       | -                   | San Marino 2017       |
| Liechtenstein | -                   | San Marino 2017       |
| Lussemburgo   | -                   | San Marino 2017       |
| Montenegro    | Paese organizzatore | Islanda 2015          |
| San Marino    | -                   | San Marino 2017       |

## Torneo

### Risultati
| 28 maggio 2019 Mediteranski sportski centar, Budua Durata: ? - Spettatori: ? | Cipro         | 3 - 0 | Islanda       | 25-18, 25-15, 25-23               |
| 28 maggio 2019 Mediteranski sportski centar, Budua Durata: ? - Spettatori: ? | Montenegro    | 3 - 0 | Liechtenstein | 25-12, 25-12, 25-13               |
| 28 maggio 2019 Mediteranski sportski centar, Budua Durata: ? - Spettatori: ? | San Marino    | 3 - 0 | Lussemburgo   | 25-20, 25-21, 25-21               |
| 29 maggio 2019 Mediteranski sportski centar, Budua Durata: ? - Spettatori: ? | Liechtenstein | 1 - 3 | Lussemburgo   | 25-22, 21-25, 20-25, 10-25        |
| 29 maggio 2019 Mediteranski sportski centar, Budua Durata: ? - Spettatori: ? | Montenegro    | 3 - 2 | Cipro         | 25-21, 19-25, 25-19, 18-25, 15-11 |
| 29 maggio 2019 Mediteranski sportski centar, Budua Durata: ? - Spettatori: ? | Islanda       | 3 - 0 | San Marino    | 26-24, 25-16, 25-11               |
| 30 maggio 2019 Mediteranski sportski centar, Budua Durata: ? - Spettatori: ? | Cipro         | 3 - 0 | Liechtenstein | 25-13, 25-21, 25-12               |
| 30 maggio 2019 Mediteranski sportski centar, Budua Durata: ? - Spettatori: ? | San Marino    | 0 - 3 | Montenegro    | 19-25, 11-25, 19-25               |
| 30 maggio 2019 Mediteranski sportski centar, Budua Durata: ? - Spettatori: ? | Lussemburgo   | 2 - 3 | Islanda       | 25-12, 25-22, 17-25, 21-25, 11-15 |
| 31 maggio 2019 Mediteranski sportski centar, Budua Durata: ? - Spettatori: ? | Liechtenstein | 0 - 3 | Islanda       | 17-25, 15-25, 21-25               |
| 31 maggio 2019 Mediteranski sportski centar, Budua Durata: ? - Spettatori: ? | Montenegro    | 3 - 0 | Lussemburgo   | 25-14, 25-12, 25-21               |
| 31 maggio 2019 Mediteranski sportski centar, Budua Durata: ? - Spettatori: ? | Cipro         | 3 - 0 | San Marino    | 25-21, 25-18, 25-14               |
| 1º giugno 2019 Mediteranski sportski centar, Budua Durata: ? - Spettatori: ? | Lussemburgo   | 0 - 3 | Cipro         | 23-25, 13-25, 21-25               |
| 1º giugno 2019 Mediteranski sportski centar, Budua Durata: ? - Spettatori: ? | Islanda       | 0 - 3 | Montenegro    | 13-25, 19-25, 21-25               |
| 1º giugno 2019 Mediteranski sportski centar, Budua Durata: ? - Spettatori: ? | San Marino    | 3 - 0 | Liechtenstein | 25-16, 25-9, 25-16                |

### Classifica
| Pos | Squadra       | Pt | G | V | P | SV | SP | Ratio | PF  | PS  | Ratio |
| --- | ------------- | -- | - | - | - | -- | -- | ----- | --- | --- | ----- |
| 1   | Montenegro    | 14 | 5 | 5 | 0 | 15 | 2  | 7,500 | 402 | 287 | 1,401 |
| 2   | Cipro         | 13 | 5 | 4 | 1 | 14 | 3  | 4,667 | 401 | 314 | 1,277 |
| 3   | Islanda       | 8  | 5 | 3 | 2 | 9  | 8  | 1,125 | 369 | 363 | 1,017 |
| 4   | San Marino    | 6  | 5 | 2 | 3 | 6  | 9  | 0,667 | 303 | 329 | 0,921 |
| 5   | Lussemburgo   | 4  | 5 | 1 | 4 | 5  | 13 | 0,385 | 362 | 410 | 0,882 |
| 5   | Liechtenstein | 0  | 5 | 0 | 5 | 1  | 15 | 0,067 | 253 | 397 | 0,637 |

## Podio

### Campione
Formazione: 3 Nikoleta Perović, 4 Jelena Cvijović, 5 Melisa Cenović, 6 Tijana Tvrdišić, 7 Marija Milović, 8 Andrea Laković, 9 Tamara Roganović, 10 Dijana Vuković, 14 Marija Tusevljak, 15 Milan Burzanović, 16 Anja Pejović, 17 Teodora Rakočević, 18 Katarina Budrak, 19 Saška Đurović, CT: Nikola Masoničić

### Secondo posto
Formazione: 1 Vasiliki Riala, 2 Emilia Demetriou, 4 Christiana David, 5 Eirini Ioannou, 6 Evita Leonidou, 7 Stella Ioannou, 8 Rania Stylianou, 9 Antrea Charalambous, 10 Vasiliki Chatzikonstanta, 11 Elena Mosfilioti, 12 Georgia Stavrinides, 13 Antri Iordanou, 14 Ioanna Leonidou, 16 Katerina Zakchaiou, CT: Ioannis Nikolakīs

### Terzo posto
Formazione: 1 Jóna Vigfúsdóttir, 4 Gígja Guðnadóttir, 5 Helena Gunnarsdottir, 6 Kristina Apostolova, 7 Hulda Eysteinsdóttir, 8 Ana María Vidal, 9 Særún Eiríksdóttir, 10 Birta Björnsdóttir, 11 Thelma Grétarsdóttir, 12 Matthildur Einarsdóttir, 14 Sara Stefánsdóttir, 15 Unnur Árnadóttir, 18 Velina Apostolova, CT: -

## Classifica finale
| Pos | Squadre       |
| --- | ------------- |
|     | Montenegro    |
|     | Cipro         |
|     | Islanda       |
| 4   | San Marino    |
| 5   | Lussemburgo   |
| 6   | Liechtenstein |